# Кизилагаш (Аксуський район)
Кизилага́ш (каз. Қызылағаш) — село у складі Аксуського району Жетисуської області Казахстану. Адміністративний центр Кизилагаського сільського округу.
Населення — 2468 осіб (2021; 2146 у 2009, 2256 у 1999, 2867 у 1989).

## Історія
В ніч з 11 на 12 березня 2010 року вгору по річці Кизилагаш, де створене водосховище, прорвало греблю. Потік води з багнюкою затопив село та навколишні землі. В результаті загинуло 43 особи, з них 8 дітей, поранення отримали 300 осіб, евакуйовано було приблизно 1000 осіб. 146 будинків були вщент знесені, 251 — зруйновано та 42 — підлягають ремонту. Було також зруйновано міст на автодорозі Алмати-Усть-Каменогорськ.